# Ängholm (Kumlinge, Åland)
Ängholm med Brännskär är en ö i Åland (Finland). Den ligger i Skärgårdshavet och i kommunen Kumlinge i landskapet Åland, i den sydvästra delen av landet. Ön ligger omkring 54 kilometer nordöst om Mariehamn och omkring 230 kilometer väster om Helsingfors.
Öns area är 35,3 hektar och dess största längd är 0,8 kilometer i nord-sydlig riktning. Ön höjer sig omkring 15 meter över havsytan.

## Delöar och uddar
- Ängholm 60°19′50″N 20°47′46″Ö / 60.33054°N 20.7962°Ö
- Brännskär 60°19′49″N 20°48′12″Ö / 60.33039°N 20.80346°Ö